# قطعنامه ۱۸۵۶ شورای امنیت
قطعنامه ۱۸۵۶ شورای امنیت سازمان ملل متحد که در تاریخ ۲۲ دسامبر ۲۰۰۸ تصویب شد، سندی بین‌المللی دربارهٔ اوضاع در مورد جمهوری دموکراتیک کنگو است. این قطعنامه طی نشست ۶۰۵۵ام با ۱۵ رای موافق، ۰ مخالف و ۰ ممتنع تصویب شد.